# 相関相互作用
相関相互作用 (そうかんそうごさよう Correlation interaction) とは、平均場近似を超える全ての相互作用の総称。

## 密度汎関数法における相関相互作用
密度汎関数法においては、全相互作用から運動エネルギー、クーロン相互作用（核-電子、電子-電子）、交換相互作用を除いて得られる全ての相互作用を表す。コーン-シャムの密度汎関数法においては、その運動エネルギーを近似した際に取りこぼされた相互作用も相関相互作用に含める。